# Gondola (promet)
Gondola (tal., možda od grč. ϰονδοῦρα - vrsta broda) je opći naziv podvjesnog prostora za smještaj i prijevoz putnika i robe, u obliku košare ili kabine. Koristi se na mnogim objektima, kao što su žičara (gdje također označava i tip žičare), cepelin, balon i drugi.

## Konstrukcija
Oblik i kapacitet gondole ovise o namjeni, odnosno objektu za koji su vezane. O objektu također ovisi način vješanja gondole. Najuočljivija značajka gondole je njen oblik, te se po njemu mogu podijeliti na otvorene i zatvorene.

### Otvorene gondole
Otvorene gondole redovito su visećeg tipa. Najpoznatiji primjer otvorene gondole je balon. Otvorene gondole javljaju se i na objektima u lunaparkovima i na manjim panoramskim kotačima. Kapacitet je mali, a ovjes je kao i kod zatvorenih gondola.

#### Balon
Gondola balona najčešće je pletena košara oblika kocke ili kvadra bez gornje stranice. Izrađuje se kao viseći element, odnosno visi o užadi koja je vezana za mrežu prebačenu preko balona. O namjeni balona ovisi i kapacitet i najčešće je 2-3 osobe, kod turističkih letova desetak osoba, a rijetko više (kao u primjeru statičnog balona na drugoj slici dolje). Osim putnika, gondola služi za smještaj opreme, kao što su na primjer uređaji za upravljanje, vreće s pijeskom, kamere, teleskopi, ili prtljaga putnika.
- Promatrački balon, upravlja vojnik u mreži iznad gondole.
- Statični balon u Bristolu, s osmerokutnom gondolom kapaciteta 30 osoba.
- Unutrašnjost košare: vidi se ovjes, kompas i vreće s pijeskom sa strane.

### Zatvorene gondole
Zatvorene gondole po kapacitetu mogu biti iste kao i otvorene (4 do 16 osoba), i to je najčešće kapacitet panoramskih kotača i cepelina, ali kod žičara i viseće željeznice, ovisno o tipu, mogu biti čak i do 200 osoba.

#### Panoramski kotači
- Gondola oblika vagona bečkog panoramskog kotača.

#### Cepelini
Gondole cepelina (zračnih brodova) po pravilu su zatvorene. U ranim danima gradnje cepelina bile su otvorene i visile o konstrukciji, ali u kasnijoj gradnji ne vise, već su krutom vezom učvršćene za donju konstrukciju broda. Ove su gondole složenije od ostalih tipova. Jednostavnije kratke gondole imaju samo upravljačku kabinu koja prima pilota i nekoliko putnika, te uređaje za letenje i prizemljenje. Duže gondole kod brodova za prelaženje većih rastojanja imaju dodatni prostor za posadu i putnike ili robu. Na primjer, gondola cepelina LZ 127 Graf Zeppelin dužine 30 m i širine 5 m ima kapacitet 20 putnika, smještenih u dvokrevetne kabine, kupaonice, toalete, blagovaonicu i kuhinju, te u prednjem dijelu dio za upravljanje i navigaciju (posada od 40 članova smještena je u prostoru iznad gondole, u konstrukciji balona). Unatoč luksuznom uređenju, prostor gondole nije bio grijan.
- U ranim danima razvoja zračnih brodova otvorene gondole visile su o užadi.
- Jednostavnija kratka gondola zračnog broda.
- Gondola cepelina LZ 127.

#### Viseća željeznica
Gondole viseće željeznice u stvari su zatvoreni vagoni koji vise o jednoj tračnici pruge podignute na neku visinu. Vagon na krovu ima krutu vezu sa sklopom motora i kotača. Vagoni mogu biti pojedinačni (npr. "H-Bahn" u sklopu sveučilišta u Dortmundu, sa 16 sjedećih i 29 stajaćih mjesta), ali su češće spregnuta po dva vagona, slično tramvajima. Kapacitet po vagonu je od pedesetak (kao za spomenuti u Dortmundu) do 200-njak mjesta. Na primjer, Kaiserwagen ("carska kola") u Wuppertalu, vagon kojim se Wilhelm II. vozio na probnoj vožnji jedne od prvoizgrađenih željeznica, a koji i danas prometuje, ima sjedeća mjesta za 63 osobe, a vagon modernizirane željeznice ima 48 sjedećih i oko 130 stojećih mjesta.
- Vagon sveučilišne viseće željeznice u Dortmundu.
- Kaiserwagen viseće željeznice u Wuppertalu.
- Detalj ovjesa i pogona vagona Wuppertalske viseće željeznice.

#### Žičare
- Rotirajuća gondola na planini Titlis
- Kombinirana otvoreno-zatvorena gondola "kabriolet" u Švicarskoj.

## Vanjske poveznice
- http://www.zeljeznice.net/forum/index.php?/topic/13137-tipovi-zieara-faq/ forum Tipovi žičara - FAQ
- http://www.skijanje.hr/magazin/zanimljivosti/clanak/pregled-skijaskih-zicara?id=17430 Pregled skijaških žičara